# Seconda Armata Russa
La Seconda Armata dell'armata imperiale russa fu un'armata schierata dall'Impero russo sul fronte orientale all'inizio della prima guerra mondiale. Era sotto il comando del generale Aleksandr Vasil'evič Samsonov quando venne praticamente annientata alla battaglia di Tannenberg.

## Storia
L'armata viene creata al momento della mobilitazione russa del 1914 e Samsonov ne viene nominato comandante. La sua missione è di invadere la Prussia-Orientale. Entrando in territorio tedesco dalla frontiera sud-est, dovrà congiungersi con la Prima armata comandata dal generale Rennenkampf che avanza in Prussia da nord-est. Tuttavia, l'animosità che regna tra i due uomini dal 1905 impedisce un efficace coordinamento. L'attraversata dell'ostile Polonia, costringe i generali a lasciare parte degli effettivi a controllare le vie di comunicazione, lasciando gli eserciti al di sotto dei loro effettivi normali (si stima che la sola fanteria mancasse del 18% dei soldati).
La 2ª armata russa viene annientata nella battaglia di Tannenberg, fra il 26 e 29 agosto 1914, senza che le truppe di Rennenkampf intervengano a causa della loro lentissima avanzata. L'armata viene accerchiata e poi distrutta, malgrado il vantaggio numerico sull'ottava armata tedesca di Paul von Hindenburg e Erich Ludendorff. Solamente 10 000 uomini su circa 200 000 riescono a sfuggire al massacro. 92 000 soldati russi vengono fatti prigionieri. Incapace di supportare la disfatta e di riferire del disastro allo zar Nicola II, Samsonov si suicida nei boschi nei pressi di Wielbark il 29 agosto. La sconfitta a Tennenberg mette di fatto termine all'avanzata russa in Prussia.
I resti della Seconda Armata partecipano alla Prima battaglia dei laghi Masuri a fianco della Prima Armata, nel settembre 1914. Le truppe parteciparono, sotto diversi comandi, ai combattimenti sul Fronte orientale, fino alla dissoluzione dell'Armata imperiale russa all'inizio del 1918. Nel marzo 1916, la 2ª Armata fu responsabile dell'offensiva del lago Narač, ma fu un altro insuccesso e portò a pesanti perdite.

## Organizzazione
Nell'agosto 1914:
- 1º corpo (San Pietroburgo) : 22ª (Novgorod) e 24ª(Pskov) divisioni di fanteria;
- 1º corpo (Grodno), trasferito alla 1ª armata il 22 agosto 1914: 26ª (Grodno) e 43ª (Vilnius) divisioni di fanteria;
- 6º corpo (Białystok): 4ª (Łomża) e 16ª (Białystok) divisioni di fanteria;
- 13º corpo (Smolensk): 1ª (Smolensk) e 36ª (Orël) divisioni di fanteria;
- 15º corpo (Varsavia) : 6ª (Ostrów) e 8ª (Varsavia) divisioni di fanteria;
- 23º corpo (Varsavia) : 3ª divisione di fanteria della Guardia imperiale (Varsavia) e 2ª divisione di fanteria (Modlin);
- corpo della Guardia (San Pietroburgo), trasferito alla 9ª armata: 1ª (San Pietroburgo) e 2ª (San Pietroburgo) divisioni di fanteria della Guardia imperiale;
- 1reª brigata di fucilieri (Lodz);
- cavalleria: 4ª (Białystok), 5ª (Samara) e 6ª (Varsavia) divisioni di cavalleria;
- riserva, la quale non ebbe il tempo di raggiungere il fronte: 59ª, 76ª, 77ª e 79ª divisioni di fanteria.

## Comandanti
- 19 luglio 1914 - 29 agosto 1914 - Generale Aleksandr Samsonov
- 14 settembre 1914 - 12 dicembre 1914 - Generale di cavalleria Sergej Michajlovič Šejdeman
- 5 dicembre 1914 - 8 aprile 1917 - Generale di fanteria Vladimir Vasil'evič Smirnov
- 8 aprile 1917 - 12 luglio 1917 - Tenente Generale Antonij Andreevič Veselovskij
- 12 luglio 1917 -7 agosto 1917 - Generale di fanteria Nikolaj Aleksandrovič Danilov
- 6 agosto 1917 - 22 agosto 1917 - Tenente Generale Pëtr Dmitrievič Teležnikov
- 22 agosto 1917 - 20 novembre 1917 - Generale di fanteria Nikolaj Aleksandrovič Danilov
- 20 novembre 1917 - 24 dicembre 1917 - Tenente Generale Aleksej Konstantinovič Baiov
- 21 dicembre 1917 - ??	Ufficiale A. Kiselëv